# John Clauser
John Francis Clauser, född 1 december 1942 i Pasadena, Kalifornien, är en amerikansk fysiker och nobelpristagare.
Clauser är känd för sitt arbete inom grunderna av kvantmekaniken, framförallt Clauser-Horne-Shimony-Holt-olikheten och experiment kring Bells olikhet. Han arbetade fram till 1997 som forskare vid University of California, Berkeley, men har sedan dess arbetat som forskare för det egna företaget J.F. Clauser & Associates i Walnut Creek, Kalifornien. År 2010 tilldelades Clauser Wolfpriset tillsammans med Alain Aspect och Anton Zeilinger för deras teoretiska och experimentella bidrag till vår förståelse av kvantfysiken. Tillsammans tilldelades de också Nobelpriset i fysik 2022 med motiveringen: "för experiment med sammanflätade fotoner som påvisat brott mot Bell-olikheter och banat väg för kvantinformationsvetenskap".